# Lorens

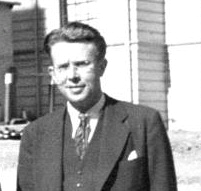
Ernest O. Lawrence

Lorens (Lr, łac. lawrencium), dawniej oznaczany także Lw – syntetyczny pierwiastek chemiczny, nieposiadający stabilnych izotopów i niewystępujący w przyrodzie. Nazwa pochodzi od nazwiska fizyka Ernesta O. Lawrence’a.
Zgodnie z terminologią IUPAC lorens jest zaliczany do aktynowców. Także zgodnie z terminologią IUPAC należy on do bloku d, przez co jest jedynym aktynowcem z okresu 7, który nie należy do bloku f. Poprzez przynależność do bloku d, należy on do grupy skandowców.
Według reguły Madelunga, konfiguracja elektronowa lorensu w stanie podstawowym powinna posiadać jeden elektron na podpowłoce 6d. Jednakże ze względu na efekty relatywistyczne przewiduje się, że w stanie podstawowym lorens posiada jeden elektron na podpowłoce 7p. Rzeczywista konfiguracja nie została dotąd zbadana, ze względu na krótki czas życia znanych izotopów.

## Historia odkrycia
Pierwiastek ten został otrzymany przez Alberta Ghiorso, Torbjørna Sikkelanda, Almona Larsha i Roberta M. Latimera 14 lutego 1961 r. w Berkeley Radiation Laboratory, na Uniwersytecie Kalifornijskim w Berkeley. Został otrzymany przez bombardowanie próbki 3 miligramów mieszaniny 3 izotopów kalifornu jonami 10B i 11B z użyciem akceleratora HILAC. Otrzymana próbka pierwiastka pozwoliła na detekcję jego istnienia, ale nie było możliwości zbadania jego własności chemicznych.